# Polarnews
PolarNEWS ist eine deutschsprachige Informationsplattform für polare Gebiete. Mit ihrem Magazin und ihrer Webpage ist sie die einzige Plattform ihrer Art, die sich mit allen Belangen der Polarregionen, sowohl Arktis wie auch Antarktis, befasst.

## Geschichte
PolarNEWS wurde 2004 von Heiner und Rosamaria Kubny gegründet. Beide hatten zu diesem Zeitpunkt bereits seit 7 Jahren die Antarktis mehrfach für photographische Zwecke bereist und waren fasziniert von der wilden und ungebändigten Schönheit der südpolaren Region. Daraus resultierten zwei Multivisionsshows „Antarctica“ (2001) und „Im Reich der Pinguine“ (2004), mit denen sie erfolgreich im In- und Ausland auf Tournee waren.
Vor einigen Jahren begannen sie, auch für die Nordpolargebiete zu bereisen und zu fotografieren und erkannten, dass trotz augenscheinlicher Gemeinsamkeiten die beiden Gebiete sehr unterschiedlich sind. Sie bemerkten aber auch, dass bei vielen Leuten aufgrund der Faszination, die von diesen eisigen Welten ausging, ein großes Bedürfnis nach Informationen vorhanden war, welches aber nur schwer zu sättigen war. Viele Informationen waren nicht einfach zu erhalten und eine wirkliche zentrale Kommunikationsplattform, gerade in der Schweiz, fehlte. Daher beschlossen sie 2004, das Magazin „PolarNEWS“ in der Schweiz zu lancieren, um diese Lücke zu füllen. Seit 2008 ist das Magazin auch online und liefert regelmäßig alles Wissenswerte über die polaren Gebiete. Im Laufe der Zeit gewann PolarNEWS immer mehr Popularität über die Grenzen der Schweiz hinaus und daher wurde beschlossen, dass ab Dezember 2012 das Magazin auch in Deutschland und in Österreich mit einer Startauflage von 30'000 Exemplaren erscheinen soll. Innert zwei Jahren stieg die Auflagenzahl für Deutschland auf 40'000 Exemplare (Stand: Dezember 2014). In Deutschland etablierte sich auch bis 2019 die jährlich stattfindende Arktis-Antarktis-Multivisionsshow für naturbegeisterte polarinteressierte Menschen. Nach der Herausgabe der Ausgabe 27 im Dezember 2018 übernahm der deutsche mittelständische Reiseveranstalter IKARUS TOURS das Magazin. Diese Firma war bereits über viele Jahre als Reiseveranstalterpartner von „PolarNEWS“ für die Durchführung seiner Leser-Expeditionsreisen in die polaren Regionen für Schweizer, deutsche und österreichische Gäste zuständig. Im Juni 2020 erschien die 29. Ausgabe des Magazins als reine Online-Ausgabe bzw. als Blättermagazin. Die Redaktion des Magazins setzt sich federführend aus dem redaktionsverantwortlichen Frank Frick und den Mitarbeiterinnen Vreni Gerber und Eva Fuchs zusammen.

## Plattform

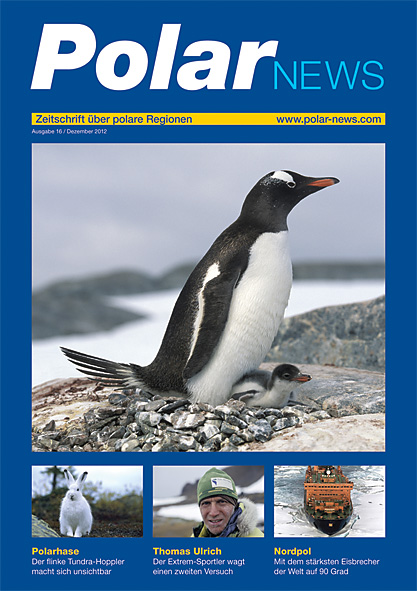
Cover einer Ausgabe von Polarnews

Das Magazin „PolarNEWS“ erscheint zwei Mal jährlich kostenlos mit einer Auflage zwischen 65'000 und 75’000 Exemplaren und wird größtenteils direkt an die Abonnenten verschickt. Ein Teil der Auflage wird auch an interessierte Besucher an den Messeständen des Verlags auf Verbrauchermessen in Deutschland, der Schweiz und in Österreich verteilt. Darin werden Artikel aus den verschiedensten Bereichen der polaren Regionen wie beispielsweise Mensch & Politik, Forschung & Umwelt, Fauna & Flora, Polarexpeditionen & Geschichte und Technik & Reisen von diversen Autoren publiziert. Es wird dabei viel Wert darauf gelegt, dass die Artikel von qualifizierten Personen, die sich persönlich mit der Materie befassen, geschrieben werden. Da „PolarNEWS“ strikt politisch und konfessionell neutral ist, können Themen auch kontrovers diskutiert werden, beispielsweise der Abbau von Bodenschätzen im Nordpolarmeer oder die momentane Diskussion um die Grenzen in der Arktis. Das Magazin erschien bis Ende 2019 in Heftform als hochwertiger Druck auf gestrichenem Papier, im Juni 2020 erschien das Magazin erstmals in ausschließlich digitaler Form. Seit dem 30. November 2012 wird das Magazin PolarNEWS auch in Deutschland und Österreich in einer Auflage von 40'000 Stück (Stand: Dezember 2014) und seit 2019 in einem frisch-modernen Layout vertrieben.
Seit 2008 ist „PolarNEWS“ auch online und veröffentlicht auf Deutsch aktuelle Meldungen, die sich auf die arktischen und antarktischen Gebiete beziehen. Die Inhalte der Nachrichten werden dabei von offiziellen Pressemeldungen verschiedener Polarstationen und Institutionen entnommen und mit eigenem Bildmaterial versehen auf der Webpage publiziert. Wichtig ist dabei, dass sämtliche Artikel wissenschaftlich fundiert und in unabhängigen Medien ebenso veröffentlicht worden sind. Seit November 2014 ist eine Webseite auch auf Englisch aufgeschaltet mit denselben Artikeln, jedoch in Englisch und mit einem neuen, moderneren Layout.

## Der Inhalt
Inhaltlich beschäftigt sich das Magazin mit allen Aspekten polarer Natur, Forschung, Geschichte und Kultur. Dabei werden auch entsprechende Hintergrundinformationen geliefert, die dem Leser ein ganzheitliches Bild vermitteln soll und die Meinungsbildung fördern soll. Im Normalfall werden mehrere Bereiche pro Ausgabe abgedeckt, das heißt, mindestens ein Artikel aus der Biologie (zum Beispiel ein Porträt einer Pinguinart), aus der Geschichte (zum Beispiel der Wettlauf zum Südpol), aus der Technik (zum Beispiel ein Porträt der 50 Years of Victory) und weitere Artikel. Des Weiteren werden moderne Reisen und Expeditionsfahrten oder Artikel zum Thema „Photographie“ veröffentlicht.
Ergänzend zu dieser Berichterstattung werden auf der Webpage von PolarNEWS aktuelle Berichte und Pressemitteilungen veröffentlicht, die von wissenschaftlichen Presseverlagen und auch von polaren Organisationen direkt stammen. Mit Hilfe von Verlinkungen auf die verschiedenen Homepages werden die interessierten Leser zum einen zu den Originalmeldungen geführt, zum anderen auf verwandte Webpages, die generelle Informationen zu den verschiedenen Bereichen der polaren Gebieten bieten. Das Angebot wird laufend ausgebaut.

## Weitere Aktivitäten
PolarNEWS bietet neben seiner Kommunikationsplattform via Magazin und Internetauftritt auch Informationsveranstaltungen, Messeauftritte, Vorträge und Multivisionshows an. Damit soll das Bewusstsein bei Besuchern, Zuschauern und Leserinnen und Lesern für die Wichtigkeit der Polargebiete und die Probleme, mit denen sie konfrontiert sind, gestärkt werden.